# Louis Vulliemin

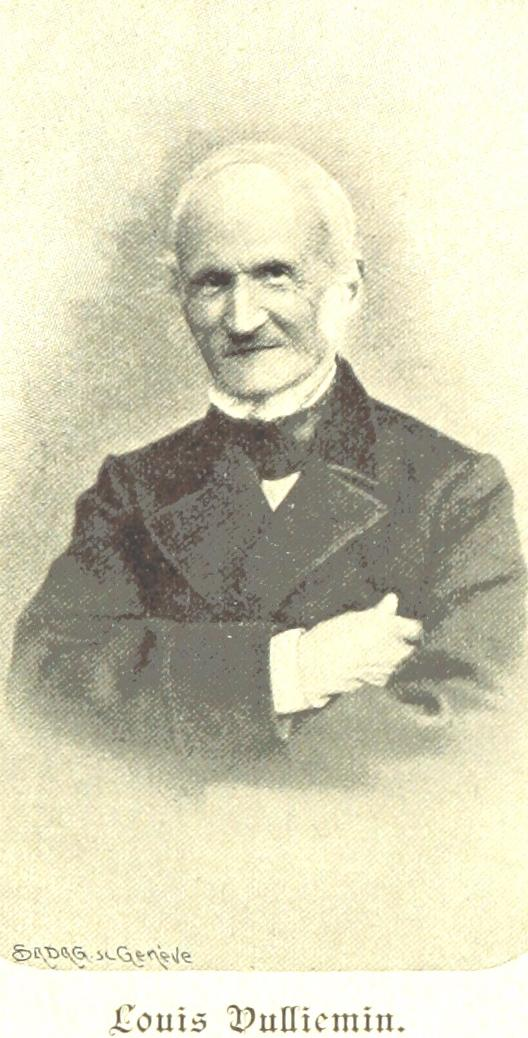
Louis Vulliemin

Louis Vulliemin (* 7. September 1797 in Yverdon; † 10. August 1879 in Lausanne) war ein Schweizer Historiker. Er war Mitarbeiter verschiedener Zeitschriften, Verfasser von zahlreichen historischen Abhandlungen und Übersetzer.

## Leben

### Familie
Vulliemin wurde als Ältester von vier Geschwistern geboren. Sein Vater François-Louis Vulliemin war Gerichtsherr der Stadt sowie Steuereinnehmer des Bezirks Yverdon.

### Werdegang
Mit neuneinhalb Jahren besuchte Louis zum ersten Mal die Stadtschule in Thun. In der strengen Vorschule soll das Umfeld recht rau gewesen sei, doch es gefiel ihm dort trotzdem. Mit 12 Jahren ging er dann zum College von Lausanne und fand schon davor grosses Interesse am Fach Geschichte. Ohne Schwierigkeiten durchlief er dort die Klassen und absolvierte später die Philosophie. Nachdem er seine Gymnasialstudien abgeschlossen hatte, beschäftigte ihn die Frage, welchen Beruf er ausüben wolle. Entgegen dem Wunsch seiner Eltern studierte er dann Theologie. Am 22. Juli 1821 erhielt er die Ordination und wurde in das waadtländische Ministerium aufgenommen. Schnell erhielt er eine Stelle als Pfarrverweser. 1824 vermählte er sich mit Louise-Françoise Galliard. 1837 wurde er Honorarprofessor für Geschichte, Philosophie und Literatur an der Akademie Lausanne. Das blieb er bis zu seinem Tode. Zugleich wurde er 1847 Theologieprofessor an der Fakultät der Freien Evangelischen Kirche in Lausanne.
Von 1837 bis 1855 war er der erste Präsident der Société d’histoire de la Suisse romande.